# Delta Coronae Australis
Désignations
Delta Coronae Australis (δ Coronae Australis / δ CrA) est une étoile géante de la constellation de la Couronne australe. Elle est visible à l'œil nu avec une magnitude apparente de 4,59. D'après la mesure de sa parallaxe annuelle par le satellite Gaia, l'étoile est distante d'environ ∼ 185 a.l. (∼ 56,7 pc) de la Terre. Elle s'en éloigne à une vitesse radiale héliocentrique de +21 km/s.
Delta Coronae Australis est une géante rouge de type spectral K1III. C'est une étoile évoluée qui fait partie du red clump,, ce qui indique qu'elle est située à l'extrémité rouge de la branche horizontale sur le diageamme HR et qu'elle génère son énergie par la fusion de l'hélium dans son noyau. L'étoile est âgée d'environ 2,80 milliards d'années et elle est 1,5 fois plus massive que le Soleil. Son rayon est 11,25 fois plus grand que le rayon solaire, elle est environ 53 fois plus lumineuse que le Soleil et sa température de surface est de 4 645 K.